# Rio Aniniș
O Rio Aniniş é um rio da Romênia afluente do rio Ciocadia, localizado no distrito de Gorj.